# Bottarga

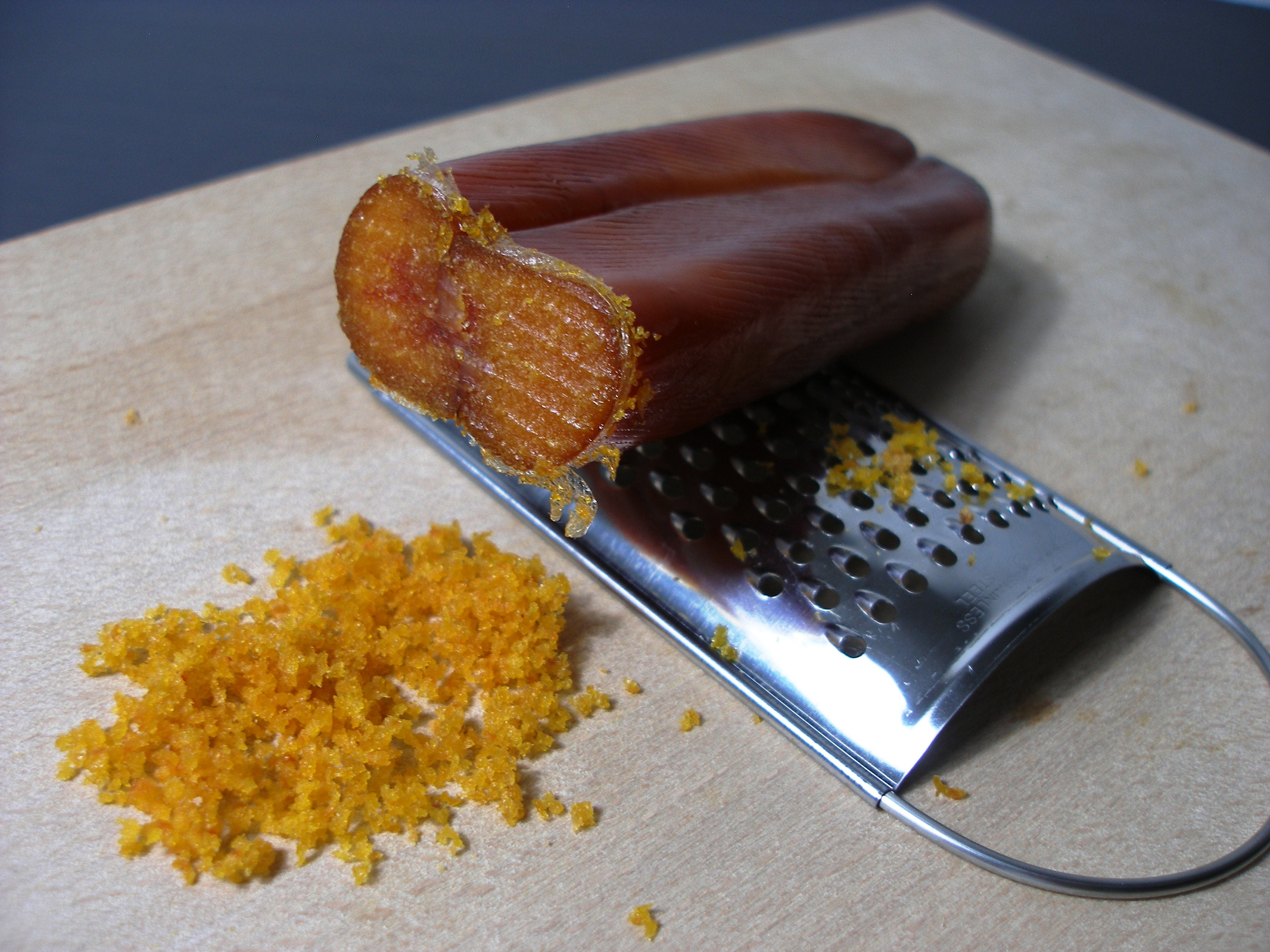
Bottarga z parmice

Bottarga je sušený kaviár. Pochází ze zemí kolem Středozemního moře a tradice výroby sahá až do dob před naším letopočtem. Bottarga se vyrábí z ušlechtilých ryb, jako je parmice, tuňák nebo mník mořský. Jikry těchto ryb se ukládají do formy s mořskou solí, kde se jikry lisují a vysychají několik týdnů. Bottarga se následně překryje včelím voskem pro uchování aroma.
Bottarga má slanou chuť s výraznější příchutí mandlí a ryb. Bottargou lze dochutit mnoho pokrmů. Lanýže mohou nahradit strouhanou bottargu v omeletě nebo těstovinách. Jako předkrm může být podáván plátek bottargy pokapaný citronovou šťávou.
Vyhlášená bottarga se vyrábí z parmice. Má bohatou a lákavou chuť, kterou je obtížné k čemukoliv přirovnat. Bottarga se též vyrábí z tuňáka a dalších mořských ryb. Ostatní bottargy vynikají svojí jemností.
Bottarga stejně jako ostatní mořské produkty je bohatá na látky prospěšné pro lidský organismus, obsahuje mnoho minerálů, vitamínů a omega-3 nenasycené mastné kyseliny.[zdroj?]